# Dolno Dreanovo, Blagoevgrad
Dolno Dreanovo (în bulgară Долно Дряново) este un sat în comuna Gărmen, regiunea Blagoevgrad,  Bulgaria. 

## Demografie
Componența etnică a satului Dolno Dreanovo
     Turci (34,04%)
     Bulgari (33,14%)
     Nicio identificare (21,05%)
     Altele (11,75%)
La recensământul din 2011, populația satului Dolno Dreanovo era de 1.216 locuitori. Nu există o etnie majoritară, locuitorii fiind turci (34,04%) și bulgari (33,14%). Pentru 21,05% din locuitori nu este cunoscută apartenența etnică.